# Jánoky-Madocsányi Gyula
Ráhói, madocsáni és kelemenfalvi Jánoky-Madocsányi Gyula Viktor Pál (Pográny-Egeri puszta, 1877. július 26. - 1947. szeptember 13.) Nyitra vármegye főispánja, országgyűlési képviselő.

## Élete
Az egri pusztai Jánoky családhoz házasság révén kapcsolódott a liptói Madocsánból származó Madocsányi család. Id. Madocsányi Gyula 1876-ban engedélyt kért és kapott a Jánoky-Madocsányi név felvételére. A család 1961-ben kihalt. Szülei id. Jánoky-Madocsányi Gyula a nyitramegyei vívó- és torna-egylet igazgatója és Rudnyánszky Johanna voltak.
Előbb a nyitrai Katolikus elemi fiú- és leányiskolába járt, majd középiskolai tanulmányait a budapesti piarista főgimnáziumában végezte. 1894-ben érettségizett, majd a jogot a bécsi és a Budapesti Egyetemen végezte. Budapesten államtudományi államvizsgát tett.
1906-ban a trencsén vármegyei báni választókerület országgyűlési képviselője lett néppárti programmal. A naplóbiráló bizottság tagja volt.
1917. augusztus 16-tól Nyitra vármegye főispánja, e minőségében ő nevezte ki Steiner Gyula érsekújvári polgármestert 1918-ban.
Nyitra vármegye törvényhatósági bizottságának tagja, a Pogrányvidéki Hitelszövetkezet és a Pogrányvidéki Fogyasztási és Értékesítő Szövetkezet igazgatósági tagja volt. A Nyitrai Katolikus Kör elnöke, és a pogrányi római katolikus iskolaszék elnöke volt. Az 1935-ös pogrányi iskolaépítésnél is a fő adományozók között volt. a csehszlovák államfordulatkor a nyitrai keresztényszocialisták elnöke volt.
A csehszlovákiai Országos Keresztényszocialista Párt egyik meghatározó alakja. Az 1925-ös ún. érsekújvári egyezmény által felállított pártközi vezérlő bizottság választott tagja volt. Vele szemben Szüllő Gézát választották meg az OKP elnökévé, s a Lelley-féle nyugatszlovenszkói keresztényszocialista párt kiválása után az OKP kizárta e frakció vezetőit. Lelley csoportja a választásokon alulmaradt.
Nyitraegerszegen élt, az Eucharisztikus Világkongresszus csehszlovákiai magyar előkészitő bizottságának delegáltja volt. 1923-tól a Prágai Magyar Hírlap szerkesztőbizottságának tagja. Az Alkotmány napilap vezércikkírójaként is dolgozott.
Nagybátyjai a negyvennyolcas hős Jánoky Viktor és Jánoky Imre. Felesége a kalászi Weisz Natália. Hamvait családtagjaihoz és gyermekeihez hasonlóan az egerpusztai Megfeszített Megváltó kápolna sírboltjában helyezték el, melyet ismeretlen tettesek feldúltak.  